# Tour de France 2021/10. Etappe
Die 10. Etappe der Tour de France 2021 führte am 6. Juli 2021 über 190,7 Kilometer von Albertville nach Valence, nach einem Ruhetag am 5. Juli.
Sieger wurde der Träger des Grünen Trikots Mark Cavendish (Deceuninck-Quick-Step) im Sprint vor Wout van Aert (Lotto Soudal) und Jasper Philipsen (Alpecin-Fenix). Tadej Pogačar (UAE Team Emirates) verteidigte sein Gelbes Trikot.

## Verlauf
Kurz nach dem Start setzen sich Tosh Van der Sande (Lotto Soudal) und Hugo Houle (Astana-Premier Tech). Die Ausreißer wurden 35 Kilometer vor dem Ziel eingeholt, zunächst van der Sande und dann Houle, der mit der Roten Rückennummer ausgezeichnet wurde. Verantwortlich hierfür war Cavendishs Deceunick-Team, welches das Peloton auch auf einem folgend Hügel zusammenhielt, Cavendish bei starkem Wind 20 Kilometer vor dem Ziel in der ersten Feldgruppe unterstützte und schließlich den Sprint für ihn anzog.

## Ergebnis
| \| Etappenergebnis \| Etappenergebnis \| Etappenergebnis \| Etappenergebnis \| Etappenergebnis \| \| Fahrer \| Fahrer \| Land \| Team \| Zeit \| \| --------------- \| ---------------- \| ---------------------- \| ---------------------- \| --------------- \| \| 1. \| Mark Cavendish \| Vereinigtes Königreich \| Deceuninck-Quick Step \| 4 h 14 min 07 s \| \| 2. \| Wout van Aert \| Belgien \| Jumbo-Visma \| + 0 s \| \| 3. \| Jasper Philipsen \| Belgien \| Alpecin-Fenix \| + 0 s \| \| 4. \| Nacer Bouhanni \| Frankreich \| Arkéa-Samsic \| + 0 s \| \| 5. \| Michael Matthews \| Australien \| BikeExchange \| + 0 s \| \| 6. \| Michael Mørkøv \| Dänemark \| Deceuninck-Quick Step \| + 0 s \| \| 7. \| André Greipel \| Deutschland \| Israel Start-Up Nation \| + 0 s \| \| 8. \| Peter Sagan \| Slowakei \| Bora-Hansgrohe \| + 0 s \| \| 9. \| Anthony Turgis \| Frankreich \| TotalEnergies \| + 0 s \| \| 10. \| Cees Bol \| Niederlande \| Team DSM \| + 0 s \| |                  |                        |                        |                 |
| |                  |                        |                        |                 |
| Quelle: ProCyclingStats |                  |                        |                        |                 |
| Etappenergebnis |                  |                        |                        |                 |
| Fahrer | Fahrer           | Land                   | Team                   | Zeit            |
| 1. | Mark Cavendish   | Vereinigtes Königreich | Deceuninck-Quick Step  | 4 h 14 min 07 s |
| 2. | Wout van Aert    | Belgien                | Jumbo-Visma            | + 0 s           |
| 3. | Jasper Philipsen | Belgien                | Alpecin-Fenix          | + 0 s           |
| 4. | Nacer Bouhanni   | Frankreich             | Arkéa-Samsic           | + 0 s           |
| 5. | Michael Matthews | Australien             | BikeExchange           | + 0 s           |
| 6. | Michael Mørkøv   | Dänemark               | Deceuninck-Quick Step  | + 0 s           |
| 7. | André Greipel    | Deutschland            | Israel Start-Up Nation | + 0 s           |
| 8. | Peter Sagan      | Slowakei               | Bora-Hansgrohe         | + 0 s           |
| 9. | Anthony Turgis   | Frankreich             | TotalEnergies          | + 0 s           |
| 10. | Cees Bol         | Niederlande            | Team DSM               | + 0 s           |

## Gesamtstände
| \| Gesamtwertung \| Gesamtwertung \| Gesamtwertung \| Gesamtwertung \| Gesamtwertung \| \| Fahrer \| Fahrer \| Land \| Team \| Zeit \| \| ------------- \| ---------------- \| ------------- \| ------------------- \| ---------------- \| \| 1. \| Tadej Pogačar \| Slowenien \| UAE Team Emirates \| 38 h 25 min 17 s \| \| 2. \| Ben O’Connor \| Australien \| AG2R Citroën Team \| + 2 min 01 s \| \| 3. \| Rigoberto Urán \| Kolumbien \| EF Education-Nippo \| + 5 min 18 s \| \| 4. \| Jonas Vingegaard \| Dänemark \| Jumbo-Visma \| + 5 min 32 s \| \| 5. \| Richard Carapaz \| Ecuador \| Ineos Grenadiers \| + 5 min 33 s \| \| 6. \| Enric Mas \| Spanien \| Movistar Team \| + 5 min 47 s \| \| 7. \| Wilco Kelderman \| Niederlande \| Bora-Hansgrohe \| + 5 min 58 s \| \| 8. \| Alexei Luzenko \| Kasachstan \| Astana-Premier Tech \| + 6 min 12 s \| \| 9. \| Guillaume Martin \| Frankreich \| Cofidis \| + 7 min 02 s \| \| 10. \| David Gaudu \| Frankreich \| Groupama-FDJ \| + 7 min 22 s \| |                  |             |                     |                  |
| |                  |             |                     |                  |
| Quelle: ProCyclingStats |                  |             |                     |                  |
| Gesamtwertung |                  |             |                     |                  |
| Fahrer | Fahrer           | Land        | Team                | Zeit             |
| 1. | Tadej Pogačar    | Slowenien   | UAE Team Emirates   | 38 h 25 min 17 s |
| 2. | Ben O’Connor     | Australien  | AG2R Citroën Team   | + 2 min 01 s     |
| 3. | Rigoberto Urán   | Kolumbien   | EF Education-Nippo  | + 5 min 18 s     |
| 4. | Jonas Vingegaard | Dänemark    | Jumbo-Visma         | + 5 min 32 s     |
| 5. | Richard Carapaz  | Ecuador     | Ineos Grenadiers    | + 5 min 33 s     |
| 6. | Enric Mas        | Spanien     | Movistar Team       | + 5 min 47 s     |
| 7. | Wilco Kelderman  | Niederlande | Bora-Hansgrohe      | + 5 min 58 s     |
| 8. | Alexei Luzenko   | Kasachstan  | Astana-Premier Tech | + 6 min 12 s     |
| 9. | Guillaume Martin | Frankreich  | Cofidis             | + 7 min 02 s     |
| 10. | David Gaudu      | Frankreich  | Groupama-FDJ        | + 7 min 22 s     |

| Punktewertung | Punktewertung      | Punktewertung          | Punktewertung         | Punktewertung |
| Fahrer        | Fahrer             | Land                   | Team                  | Punkte        |
| ------------- | ------------------ | ---------------------- | --------------------- | ------------- |
| 1.            | Mark Cavendish     | Vereinigtes Königreich | Deceuninck-Quick Step | 218 P.        |
| 2.            | Michael Matthews   | Australien             | BikeExchange          | 159 P.        |
| 3.            | Sonny Colbrelli    | Italien                | Bahrain Victorious    | 136 P.        |
| 4.            | Jasper Philipsen   | Belgien                | Alpecin-Fenix         | 133 P.        |
| 5.            | Nacer Bouhanni     | Frankreich             | Arkéa-Samsic          | 117 P.        |
| 6.            | Julian Alaphilippe | Frankreich             | Deceuninck-Quick Step | 99 P.         |
| 7.            | Peter Sagan        | Slowakei               | Bora-Hansgrohe        | 92 P.         |
| 8.            | Tadej Pogačar      | Slowenien              | UAE Team Emirates     | 89 P.         |
| 9.            | Wout van Aert      | Belgien                | Jumbo-Visma           | 77 P.         |
| 10.           | Matej Mohorič      | Slowenien              | Bahrain Victorious    | 62 P.         |

| Bergwertung | Bergwertung      | Bergwertung | Bergwertung            | Bergwertung |
| Fahrer      | Fahrer           | Land        | Team                   | Punkte      |
| ----------- | ---------------- | ----------- | ---------------------- | ----------- |
| 1.          | Nairo Quintana   | Kolumbien   | Arkéa-Samsic           | 50 P.       |
| 2.          | Michael Woods    | Kanada      | Israel Start-Up Nation | 42 P.       |
| 3.          | Wout Poels       | Niederlande | Bahrain Victorious     | 39 P.       |
| 4.          | Ben O’Connor     | Australien  | AG2R Citroën Team      | 24 P.       |
| 5.          | Sergio Higuita   | Kolumbien   | EF Education-Nippo     | 22 P.       |
| 6.          | Guillaume Martin | Frankreich  | Cofidis                | 14 P.       |
| 7.          | Matej Mohorič    | Slowenien   | Bahrain Victorious     | 11 P.       |
| 8.          | Dylan Teuns      | Belgien     | Bahrain Victorious     | 10 P.       |
| 9.          | Tadej Pogačar    | Slowenien   | UAE Team Emirates      | 10 P.       |
| 10.         | Mattia Cattaneo  | Italien     | Deceuninck-Quick Step  | 9 P.        |

| Nachwuchswertung | Nachwuchswertung       | Nachwuchswertung       | Nachwuchswertung   | Nachwuchswertung  |
| Fahrer           | Fahrer                 | Land                   | Team               | Zeit              |
| ---------------- | ---------------------- | ---------------------- | ------------------ | ----------------- |
| 1.               | Tadej Pogačar          | Slowenien              | UAE Team Emirates  | 38 h 25 min 17 s  |
| 2.               | Jonas Vingegaard       | Dänemark               | Jumbo-Visma        | + 5 min 32 s      |
| 3.               | David Gaudu            | Frankreich             | Groupama-FDJ       | + 7 min 22 s      |
| 4.               | Aurélien Paret-Peintre | Frankreich             | AG2R Citroën Team  | + 11 min 54 s     |
| 5.               | Sergio Higuita         | Kolumbien              | EF Education-Nippo | + 44 min 01 s     |
| 6.               | Valentin Madouas       | Frankreich             | Groupama-FDJ       | + 1 h 01 min 28 s |
| 7.               | Lucas Hamilton         | Australien             | BikeExchange       | + 1 h 02 min 01 s |
| 8.               | Mark Donovan           | Vereinigtes Königreich | Team DSM           | + 1 h 05 min 33 s |
| 9.               | Neilson Powless        | Vereinigte Staaten     | EF Education-Nippo | + 1 h 10 min 43 s |
| 10.              | Brent Van Moer         | Belgien                | Lotto-Soudal       | + 1 h 12 min 03 s |

| Mannschaftswertung | Mannschaftswertung  | Mannschaftswertung           | Mannschaftswertung |
| Team               | Team                | Land                         | Zeit               |
| ------------------ | ------------------- | ---------------------------- | ------------------ |
| 1.                 | Bahrain Victorious  | Bahrain                      | 115 h 33 min 28 s  |
| 2.                 | AG2R Citroën Team   | Frankreich                   | + 18 min 04 s      |
| 3.                 | Ineos Grenadiers    | Vereinigtes Königreich       | + 29 min 07 s      |
| 4.                 | EF Education-Nippo  | Vereinigte Staaten           | + 42 min 38 s      |
| 5.                 | Astana-Premier Tech | Kasachstan                   | + 43 min 17 s      |
| 6.                 | Bora-Hansgrohe      | Deutschland                  | + 57 min 06 s      |
| 7.                 | Jumbo-Visma         | Niederlande                  | + 59 min 11 s      |
| 8.                 | UAE Team Emirates   | Vereinigte Arabische Emirate | + 1 h 06 min 18 s  |
| 9.                 | Movistar Team       | Spanien                      | + 1 h 13 min 13 s  |
| 10.                | Trek-Segafredo      | Vereinigte Staaten           | + 1 h 18 min 45 s  |

## Ausgeschiedene Fahrer
- Jonas Koch (Intermarché-Wanty-Gobert Matériaux) wegen Erkrankung nicht gestartet[2]